# 1966 FIFAワールドカップ
1966 FIFAワールドカップ（英: 1966 FIFA World Cup）は、1966年7月11日から7月30日にかけて、イングランドで開催された第8回目のFIFAワールドカップである。地元イングランドが決勝で西ドイツを4-2で破り、史上5か国目の優勝を遂げた。Ｗ杯としては、初めてこの大会からテクニカル・スタディー・グループ(技術や戦術、傾向などを分析し、試合ごとのテクニカルリポート及び大会の総括リポートを作成するグループ)が導入された。

## 出場国
出場選手は1966 FIFAワールドカップ参加チームを参照。
| 大陸連盟    | 出場 枠数 | 予選       | 組 予選順位 | 組 予選順位 | 出場国・地域           | 出場回数       |
| ----------- | --------- | ---------- | ----------- | ----------- | ---------------------- | -------------- |
| UEFA        | 1+9       | 開催国     | 開催国      | 開催国      | イングランド           | 5大会連続5回目 |
| UEFA        | 1+9       | 欧州予選   | 1組         | 1位         | ブルガリア             | 2大会連続2回目 |
| UEFA        | 1+9       | 欧州予選   | 2組         | 1位         | 西ドイツ               | 4大会連続6回目 |
| UEFA        | 1+9       | 欧州予選   | 3組         | 1位         | フランス               | 2大会ぶり6回目 |
| UEFA        | 1+9       | 欧州予選   | 4組         | 1位         | ポルトガル             | 初出場         |
| UEFA        | 1+9       | 欧州予選   | 5組         | 1位         | スイス                 | 2大会連続6回目 |
| UEFA        | 1+9       | 欧州予選   | 6組         | 1位         | ハンガリー             | 4大会連続6回目 |
| UEFA        | 1+9       | 欧州予選   | 7組         | 1位         | ソビエト連邦           | 3大会連続3回目 |
| UEFA        | 1+9       | 欧州予選   | 8組         | 1位         | イタリア               | 2大会連続6回目 |
| UEFA        | 1+9       | 欧州予選   | 9組         | 1位         | スペイン               | 2大会連続4回目 |
| CONMEBOL    | 1+3       | 前回優勝国 | 前回優勝国  | 前回優勝国  | ブラジル               | 8大会連続8回目 |
| CONMEBOL    | 1+3       | 南米予選   | 1組         | 1位         | ウルグアイ             | 2大会連続5回目 |
| CONMEBOL    | 1+3       | 南米予選   | 2組         | 1位         | チリ                   | 2大会連続4回目 |
| CONMEBOL    | 1+3       | 南米予選   | 3組         | 1位         | アルゼンチン           | 3大会連続5回目 |
| CONCACAF    | 1         | 最終予選   | 1位         | 1位         | メキシコ               | 5大会連続6回目 |
| CAF/AFC/OFC | 1         | 最終予選   | 1位         | 1位         | 朝鮮民主主義人民共和国 | 初出場         |

## 本大会

### 概要
前回大会と同じ方式で行われた。地区予選を突破した16チームを4カ国ずつ4つのグループに分け、各グループの1位と2位チームが決勝トーナメントに進出する。なお、FIFAは今回から出場選手へのドーピング検査を導入したが違反者は出なかった。
アルフ・ラムゼイ監督に率いられたイングランド代表は、グループ1を1位で通過したが3試合の合計得点は4点、しかしながらDFボビー・ムーア、ジャック・チャールトンやGKゴードン・バンクスの活躍により失点は0であった。ウルグアイが2位で通過し、メキシコとフランスがそれぞれ3位と4位で大会を去った。今大会をもって引退したメキシコのGKアントニオ・カルバハルは「5大会連続出場」というワールドカップ記録を打ち立てた。
グループ2は、西ドイツとアルゼンチンがそれぞれ2勝1分の勝点5でグループリーグを通過した。西ドイツは20歳の新星フランツ・ベッケンバウアーが華々しくデビュー、早くもレギュラーに定着して4得点を挙げ決勝進出にも大きく貢献した。スペインはスイスに勝利した勝点2のみであり、スイスは3連敗を喫して共に姿を消した。
グループ3では前回優勝国のブラジルが、ポルトガルとハンガリーに抑えられ3位となり、ブルガリアと共にグループリーグで姿を消したため大会3連覇はならなかった。4年前の前回優勝国がグループリーグで敗退するという結果はワールドカップ史上初であった。この記録は2002年に日韓大会でフランスが敗退するまでブラジルが独占することになる。しかし、エースのペレ、ガリンシャを抑えるため悪質なファウルを繰り返したブルガリアとポルトガルの「勝つためには手段を選ばない」姿勢はFIFAに危機感を抱かせるに充分であり、次回からラフプレーを防止すべくレッドカード、イエローカードが導入された。
グループ4では初出場の北朝鮮が朴斗翼のシュートによりイタリアを1対0で下し、台風の目となった。この結果、北朝鮮は1勝1敗1分のグループ2位となり、アジア勢としてのワールドカップ初勝利とグループリーグ初突破を果たしてソ連と共に決勝トーナメントに進出した。北朝鮮の大会前の評価は低く、北朝鮮の大会前の賭け率は500対1であったが、当時の北朝鮮は情報が洩れてこない国だった。この時の北朝鮮は、東欧の社会主義国と親善試合を行い強化され、小柄だが力強く運動量豊富でスピードがあり、技術的にも正確なチームであった。北朝鮮が、イタリアを1-0で下した試合を各国の記者は、「1950年ブラジルＷ杯でアメリカがイングランドに勝った試合(Ｗ杯史上最大の番狂わせ【世紀のアップセット】)に匹敵する大番狂わせだ」と大々的に報道した。なお、イタリアの選手たちはこっそり帰国したものの、ローマの空港で待ち構えていたファンから腐った卵やトマトを投げつけられるという“屈辱”を味わっている。前回ホスト国で3位入賞の健闘を見せたチリだったが、2敗1分のグループ最下位で大会を去った。
準々決勝で西ドイツはウルグアイを4対0の大差で下した。北朝鮮はポルトガルを前半25分までに3対0とリードしたが、大会の得点王となるエウゼビオが4得点を決め、さらにアウグストが後半33分に5点目を決め、5-3の逆転勝利で準決勝に進出した。ソ連はGKレフ・ヤシンがハンガリーを1点に抑え、2対1で下した。イングランドはアルゼンチンを1対0で下し、4試合連続無失点で終えた。
準決勝はいずれも2対1であった。ベッケンバウアーが決勝点を挙げた西ドイツがソ連を下し、ボビー・チャールトンが2得点を決めたイングランドがポルトガルを下した。無失点を続けてきたイングランドだったが、エウゼビオにPKを決められて初失点を喫した。
地元イングランドと西ドイツの顔合わせとなった決勝戦はサッカーの総本山、ロンドンのウェンブリーで行われ、観客数は97,000人に達した。試合は追いつ追われつの展開で両雄相譲らず2対2で延長戦に突入した。延長前半10分過ぎにジェフ・ハーストがシュートを放ち、クロスバーに当たりほぼ真下に跳ね返った後、西ドイツの選手によってクリアされた。ゴールを確認できなかった主審は線審に確認を求め、線審は得点が決まったと伝えたため、イングランドが3対2とリードした。西ドイツ側はこの判定に猛然と抗議したが覆らなかった。サッカーで得点が認められるためには、ボールがゴールラインを完全に越える必要があり、当時から実際にゴールが決まったかどうか、激しい議論の的になった。スローモーションも多元中継も無かった当時の技術では、一般の視聴者だけでなく専門家であっても得点を判断するのは不可能であった。1995年にオックスフォード大学の研究者が、当時最新のコンピュータを用いた解析を行い、ボールは線上にあり、得点は認められるべきではなかったと発表した。いずれにしろ主審が得点を認めた判断が尊重され、記録に残ることになる。ドイツでは今も「あれはノーゴール」として認めていない。ハーストは120分にもゴールを決め、ワールドカップ史上初となる決勝でのハットトリックを達成(ワールドカップ決勝でのハットトリックは2022年カタール大会でエムパベが決まるまで長らく唯一の記録)、試合を4対2と決定的にした。ゴールの笛を試合終了の笛と勘違いした観客がピッチになだれ込み、その後まもなく試合終了の笛も吹かれた。なお、その後のイングランドは1990年イタリア大会と2018年ロシア大会でのベスト4が最高成績であり、決勝進出を果たしたのは今大会のみである。
イングランド代表は、優勝式典で女王エリザベス2世から、ジュール・リメ杯を受け取った。

### エピソード
- ピクルスという名前の1匹の犬が今大会を救ったヒーローとして有名になった。1966年3月20日、大会を盛り上げるためにウェストミンスターの切手展の展示物の中央に、3万ポンド(当時3024万円。2016年では8861万5668円の価値)の保険をかけて展示されていたジュール・リメ・カップが何者かによって盗まれた[8]。ロンドン警視庁は100人もの捜査員を動員したが手がかりはなく、怪情報が殺到した。「身代金1万5000ポンド（当時1512万円。2016年では4430万7834円）」を要求してきた男を逮捕したが悪ふざけと判明した。盗難から１週間後の3月27日の夕方、南ロンドンの住宅地に住む26歳の男性のデビッド・コルベットが、街角の公衆電話で弟に連絡を取ろうと、上着をはおり、部屋履きのまま家を出た。その際、コリーの雑種で白黒のぶち犬の飼い犬ピクルスを散歩させようと外に出した。だが引き綱をつけようとしたとたんに、ピクルスは走りだした。大声でデビッドは、ピクルスを呼んだが、向かいの家の前に停めた車の下にはいって出てこなかった。のぞき込むと、ピクルスは何かを包んだ新聞紙見つけ、においをかいでいた。拾い寄せると、ずっしりと重く、厳重にひもで縛ってあった。当時IRAの爆弾テロが頻発していたため、開けるのをためらったが、意を決して新聞包みを開けて見ると、ジュール・リメ・カップが入っていた。夜間、警察署にデビッドは、カップを届けた。殊勲のピクルスは一躍脚光を浴びたが、翌年の1967年、不運な事故で６年の犬の生を終えた。「英国サッカー博物館」に、ピクルスがつけていた革の首輪が展示されている[9]。
- この大会の決勝で、延長戦前半11分にイングランドのハーストが打ったボールがクロスバーに当たった後地面に落ち、その後このゴールが認められる「疑惑のゴール」事件があった。この44年後、ドイツ対イングランドの顔合わせとなった2010年南アフリカ大会の決勝トーナメント1回戦の前半、イングランドのフランク・ランパードがハーストと同じようなシュートを放った。クロスバーに跳ね返ったボールは確実にゴールインしていたが主審はこれを「ノーゴール」と判定し、今度は逆にドイツが幸運を得ることとなった（試合は4対1でドイツの勝ち）。さらに4年後の2014年、ゴール機械判定技術のゴールライン・テクノロジーが、2014年ブラジルＷ杯からＷ杯としては初めて導入された。
- 2014年時点で、優勝メダルを直接貰った決勝時のイングランド代表メンバー11人のうち、8人は経済的事情などでメダルを手放し、競売にかけて売却している[10]。

### 会場一覧
| ロンドン                 | ウェンブリーホワイトシティ                                                             | ロンドン                   |
| ------------------------ | -------------------------------------------------------------------------------------- | -------------------------- |
| ウェンブリー・スタジアム | ウェンブリーホワイトシティ                                                             | ホワイトシティ・スタジアム |
| 収容人数: 98,600         | ウェンブリーホワイトシティ                                                             | 収容人数: 76,567           |
|                          | ウェンブリーホワイトシティ                                                             |                            |
| マンチェスター           | ウェンブリーホワイトシティ                                                             | バーミンガム               |
| オールド・トラッフォード | ウェンブリーホワイトシティ                                                             | ヴィラ・パーク             |
| 収容人数: 58,000         | ロンドンマンチェスターリヴァプールサンダーランドミドルズブラバーミンガムシェフィールド | 収容人数: 52,000           |
|                          | ロンドンマンチェスターリヴァプールサンダーランドミドルズブラバーミンガムシェフィールド |                            |
| リヴァプール             | ロンドンマンチェスターリヴァプールサンダーランドミドルズブラバーミンガムシェフィールド | シェフィールド             |
| グディソン・パーク       | ロンドンマンチェスターリヴァプールサンダーランドミドルズブラバーミンガムシェフィールド | ヒルズボロ・スタジアム     |
| 収容人数: 50,151         | ロンドンマンチェスターリヴァプールサンダーランドミドルズブラバーミンガムシェフィールド | 収容人数: 42,730           |
|                          | ロンドンマンチェスターリヴァプールサンダーランドミドルズブラバーミンガムシェフィールド |                            |
| サンダーランド           | ロンドンマンチェスターリヴァプールサンダーランドミドルズブラバーミンガムシェフィールド | ミドルズブラ               |
| ローカー・パーク         | ロンドンマンチェスターリヴァプールサンダーランドミドルズブラバーミンガムシェフィールド | アイルサム・パーク         |
| 収容人数: 40,310         | ロンドンマンチェスターリヴァプールサンダーランドミドルズブラバーミンガムシェフィールド | 収容人数: 40,000           |
|                          | ロンドンマンチェスターリヴァプールサンダーランドミドルズブラバーミンガムシェフィールド |                            |

## 結果

### グループリーグ

#### グループ 1
| 順 位 | チーム       | 勝 点 | 試 合 | 勝 利 | 引 分 | 敗 戦 | 得 点 | 失 点 | 点 差 |
| ----- | ------------ | ----- | ----- | ----- | ----- | ----- | ----- | ----- | ----- |
| 1     | イングランド | 5     | 3     | 2     | 1     | 0     | 4     | 0     | +4    |
| 2     | ウルグアイ   | 4     | 3     | 1     | 2     | 0     | 2     | 1     | +1    |
| 3     | メキシコ     | 2     | 3     | 0     | 2     | 1     | 1     | 3     | -2    |
| 4     | フランス     | 1     | 3     | 0     | 1     | 2     | 2     | 5     | -3    |

| 1966年7月11日 19:30 |

| イングランド | 0 - 0    | ウルグアイ |
|              | レポート |            |

| ウェンブリー・スタジアム（ロンドン） 観客数: 87,000人 主審: Istvan Zsolt |

| 1966年7月13日 19:30 |

| メキシコ    | 1 - 1    | フランス        |
| ボルハ 48分 | レポート | オーセール 62分 |

| ウェンブリー・スタジアム（ロンドン） 観客数: 69,000人 主審: Menachem Ashkenazi |

| 1966年7月15日 19:30 |

| ウルグアイ                    | 2 - 1    | フランス                   |
| ローシャ 26分 · コルテス 31分 | レポート | ド・ブールゴワン 15分 (PK) |

| ホワイトシティ・スタジアム（ロンドン） 観客数: 40,000人 主審: Karol Galba |

| 1966年7月16日 15:00 |

| イングランド                      | 2 - 0    | メキシコ |
| B.チャールトン 37分 · ハント 75分 | レポート |          |

| ウェンブリー・スタジアム（ロンドン） 観客数: 92,000人 主審: Concetto Lo Bello |

| 1966年7月19日 16:30 |

| ウルグアイ | 0 - 0    | メキシコ |
|            | レポート |          |

| ウェンブリー・スタジアム（ロンドン） 観客数: 61,000人 主審: Bertil Lööw |

| 1966年7月20日 19:30 |

| イングランド      | 2 - 0    | フランス |
| ハント 38分, 75分 | レポート |          |

| ウェンブリー・スタジアム（ロンドン） 観客数: 98,000人 主審: Arturo Yamasaki |

#### グループ 2
| 順 位 | チーム       | 勝 点 | 試 合 | 勝 利 | 引 分 | 敗 戦 | 得 点 | 失 点 | 点 差 |
| ----- | ------------ | ----- | ----- | ----- | ----- | ----- | ----- | ----- | ----- |
| 1     | 西ドイツ     | 5     | 3     | 2     | 1     | 0     | 7     | 1     | +6    |
| 2     | アルゼンチン | 5     | 3     | 2     | 1     | 0     | 4     | 1     | +3    |
| 3     | スペイン     | 2     | 3     | 1     | 0     | 2     | 4     | 5     | -1    |
| 4     | スイス       | 0     | 3     | 0     | 0     | 3     | 1     | 9     | -8    |

| 1966年7月12日 19:30 |

| 西ドイツ                                                             | 5 - 0    | スイス |
| ヘルト 16分 · ハーラー 21分, 77分 (PK) · ベッケンバウアー 40分, 62分 | レポート |        |

| ヒルズボロ・スタジアム（シェフィールド） 観客数: 36,000人 主審: Hugh Phillips |

| 1966年7月13日 19:30 |

| アルゼンチン          | 2 - 1    | スペイン    |
| アルティメ 65分, 77分 | レポート | ピッリ 71分 |

| ヴィラ・パーク（バーミンガム） 観客数: 48,000人 主審: Dimiter Rumenchev |

| 1966年7月15日 19:30 |

| スペイン                      | 2 - 1    | スイス            |
| サンチス 57分 · アマーロ 75分 | レポート | クエンティン 31分 |

| ヒルズボロ・スタジアム（シェフィールド） 観客数: 32,000人 主審: Tofik Bakhramov |

| 1966年7月16日 15:00 |

| アルゼンチン | 0 - 0    | 西ドイツ |
|              | レポート |          |

| ヴィラ・パーク（バーミンガム） 観客数: 51,000人 主審: Konstantin Zečević |

| 1966年7月19日 19:30 |

| アルゼンチン                  | 2 - 0    | スイス |
| アルティメ 52分 · オネガ 79分 | レポート |        |

| ヒルズボロ・スタジアム（シェフィールド） 観客数: 31,000人 主審: Joaquim Campos |

| 1966年7月20日 19:30 |

| 西ドイツ                        | 2 - 1    | スペイン      |
| エメリッヒ 39分 · ゼーラー 84分 | レポート | フュステ 23分 |

| ヴィラ・パーク（バーミンガム） 観客数: 51,000人 主審: Armando Marques |

※西ドイツが得失点差でグループ1位に。

#### グループ 3
| 順 位 | チーム     | 勝 点 | 試 合 | 勝 利 | 引 分 | 敗 戦 | 得 点 | 失 点 | 点 差 |
| ----- | ---------- | ----- | ----- | ----- | ----- | ----- | ----- | ----- | ----- |
| 1     | ポルトガル | 6     | 3     | 3     | 0     | 0     | 9     | 2     | +7    |
| 2     | ハンガリー | 4     | 3     | 2     | 0     | 1     | 7     | 5     | +2    |
| 3     | ブラジル   | 2     | 3     | 1     | 0     | 2     | 4     | 6     | -2    |
| 4     | ブルガリア | 0     | 3     | 0     | 0     | 3     | 1     | 8     | -7    |

| 1966年7月12日 19:30 |

| ブラジル                    | 2 - 0    | ブルガリア |
| ペレ 15分 · ガリンシャ 63分 | レポート |            |

| グディソン・パーク（リヴァプール） 観客数: 48,000人 主審: Kurt Tschenscher |

| 1966年7月13日 19:30 |

| ポルトガル                           | 3 - 1    | ハンガリー |
| アウグスト 2分, 67分 · トーレス 90分 | レポート | ベネ 60分  |

| オールド・トラッフォード（マンチェスター） 観客数: 37,000人 主審: Leo Callaghan |

| 1966年7月15日 19:30 |

| ハンガリー                                        | 3 - 1    | ブラジル      |
| ベネ 2分 · ファルカシュ 64分 · メーセイ 73分 (PK) | レポート | トスタン 14分 |

| グディソン・パーク（リヴァプール） 観客数: 52,000人 主審: Ken Dagnall |

| 1966年7月16日 15:00 |

| ポルトガル                                               | 3 - 0    | ブルガリア |
| （ブツォフ） 17分 (OG) · エウゼビオ 38分 · トーレス 81分 | レポート |            |

| オールド・トラッフォード（マンチェスター） 観客数: 26,000人 主審: José María Codesal |

| 1966年7月19日 19:30 |

| ポルトガル                              | 3 - 1    | ブラジル    |
| シモーエス 15分 · エウゼビオ 27分, 85分 | レポート | リウド 70分 |

| グディソン・パーク（リヴァプール） 観客数: 62,000人 主審: George McCabe |

| 1966年7月20日 19:30 |

| ハンガリー                                           | 3 - 1    | ブルガリア        |
| （ダヴィドフ） 43分 (OG) · メーセイ 45分 · ベネ 54分 | レポート | アスパルホフ 15分 |

| オールド・トラッフォード（マンチェスター） 観客数: 22,000人 主審: Robert Goicoechea |

#### グループ 4
| 順 位 | チーム                 | 勝 点 | 試 合 | 勝 利 | 引 分 | 敗 戦 | 得 点 | 失 点 | 点 差 |
| ----- | ---------------------- | ----- | ----- | ----- | ----- | ----- | ----- | ----- | ----- |
| 1     | ソビエト連邦           | 6     | 3     | 3     | 0     | 0     | 6     | 1     | +5    |
| 2     | 朝鮮民主主義人民共和国 | 3     | 3     | 1     | 1     | 1     | 2     | 4     | -2    |
| 3     | イタリア               | 2     | 3     | 1     | 0     | 2     | 2     | 2     | 0     |
| 4     | チリ                   | 1     | 3     | 0     | 1     | 2     | 2     | 5     | -3    |

| 1966年7月12日 19:30 |

| ソビエト連邦                                      | 3 - 0    | 朝鮮民主主義人民共和国 |
| マロフェイエフ 31分, 88分 · バニシェフスキー 33分 | レポート |                        |

| アイルサム・パーク（ミドルズブラ） 観客数: 22,000人 主審: Juan Gardeazábal Gardeazabal |

| 1966年7月13日 19:30 |

| イタリア                         | 2 - 0    | チリ |
| マッツォーラ 8分 · バリソン 88分 | レポート |      |

| ローカー・パーク（サンダーランド） 観客数: 30,000人 主審: ゴットフリート・ディーンスト |

| 1966年7月15日 19:30 |

| 朝鮮民主主義人民共和国 | 1 - 1    | チリ               |
| 朴承振 88分            | レポート | マルコス 26分 (PK) |

| アイルサム・パーク（ミドルズブラ） 観客数: 16,000人 主審: Ali Kandil |

| 1966年7月16日 15:00 |

| ソビエト連邦    | 1 - 0    | イタリア |
| チスレンコ 57分 | レポート |          |

| ローカー・パーク（サンダーランド） 観客数: 27,800人 主審: Rudolf Kreitlein |

| 1966年7月19日 19:30 |

| 朝鮮民主主義人民共和国 | 1 - 0    | イタリア |
| 朴斗翼 42分            | レポート |          |

| アイルサム・パーク（ミドルズブラ） 観客数: 18,000人 主審: Pierre Schwinte |

| 1966年7月20日 19:30 |

| ソビエト連邦          | 2 - 1    | チリ          |
| パルクヤン 28分, 85分 | レポート | マルコス 32分 |

| ローカー・パーク（サンダーランド） 観客数: 22,000人 主審: John Adair |

### 決勝トーナメント
|  | 準々決勝                 | 準々決勝           |                        |   | 準決勝    | 準決勝    |  |  | 決勝 | 決勝 |
|  |                          |                    |                        |   |           |           |  |  |      |      |
|  | 7月23日 - シェフィールド |                    |                        |   |           |           |  |  |      |      |
|  |                          |                    |                        |   |           |           |  |  |      |      |
|  | 西ドイツ                 | 4                  |                        |   |           |           |  |  |      |      |
|  | 西ドイツ                 | 4                  | 7月25日 - リヴァプール |   |           |           |  |  |      |      |
|  | ウルグアイ               | 0                  |                        |   |           |           |  |  |      |      |
|  | ウルグアイ               | 0                  | 西ドイツ               | 2 |           |           |  |  |      |      |
|  | 7月23日 - サンダーランド |                    | 西ドイツ               | 2 |           |           |  |  |      |      |
|  |                          | ソビエト連邦       | 1                      |   |           |           |  |  |      |      |
|  | ソビエト連邦             | ソビエト連邦       | 1                      | 2 |           |           |  |  |      |      |
|  | ソビエト連邦             |                    | 7月30日 - ロンドン     | 2 |           |           |  |  |      |      |
|  | ハンガリー               | 1                  |                        |   |           |           |  |  |      |      |
|  | ハンガリー               | 1                  | 西ドイツ               | 2 |           |           |  |  |      |      |
|  | 7月23日 - リヴァプール   |                    | 西ドイツ               | 2 |           |           |  |  |      |      |
|  |                          | イングランド (aet) | 4                      |   |           |           |  |  |      |      |
|  | ポルトガル               | イングランド (aet) | 4                      | 5 |           |           |  |  |      |      |
|  | ポルトガル               | 7月25日 - ロンドン |                        | 5 |           |           |  |  |      |      |
|  | 朝鮮民主主義人民共和国   | 3                  |                        |   |           |           |  |  |      |      |
|  | 朝鮮民主主義人民共和国   | 3                  | ポルトガル             | 1 |           |           |  |  |      |      |
|  | 7月23日 - ロンドン       |                    | ポルトガル             | 1 |           |           |  |  |      |      |
|  |                          | イングランド       | 2                      |   | 3位決定戦 | 3位決定戦 |  |  |      |      |
|  | イングランド             | イングランド       | 2                      | 1 | 3位決定戦 | 3位決定戦 |  |  |      |      |
|  | イングランド             |                    | 7月28日 - ロンドン     | 1 |           |           |  |  |      |      |
|  | アルゼンチン             | 0                  |                        |   |           |           |  |  |      |      |
|  | アルゼンチン             | 0                  | ポルトガル             | 2 |           |           |  |  |      |      |
|  |                          |                    |                        |   |           |           |  |  |      |      |
|  | ソビエト連邦             | 1                  |                        |   |           |           |  |  |      |      |
|  | ソビエト連邦             | 1                  |                        |   |           |           |  |  |      |      |

#### 準々決勝
| 1966年7月23日 15:00 |

| ポルトガル                                                    | 5 - 3    | 朝鮮民主主義人民共和国                 |
| エウゼビオ 27分, 43分 (PK), 56分, 59分 (PK) · アウグスト 80分 | レポート | 朴承振 1分 · 李東雲 22分 · 楊成国 25分 |

| グディソン・パーク（リヴァプール） 観客数: 51,780人 主審: Menachem Ashkenazi |

| 1966年7月23日 15:00 |

| 西ドイツ                                                    | 4 - 0    | ウルグアイ |
| ハーラー 11分, 83分 · ベッケンバウアー 70分 · ゼーラー 75分 | レポート |            |

| ヒルズボロ・スタジアム（シェフィールド） 観客数: 34,000人 主審: Jim Finney |

| 1966年7月23日 15:00 |

| ソビエト連邦                     | 2 - 1    | ハンガリー |
| チスレンコ 5分 · パルクヤン 46分 | レポート | ベネ 57分  |

| ローカー・パーク（サンダーランド） 観客数: 22,100人 主審: Juan Gardeazábal Gardeazabal |

| 1966年7月23日 15:00 |

| イングランド  | 1 - 0    | アルゼンチン |
| ハースト 78分 | レポート |              |

| ウェンブリー・スタジアム（ロンドン） 観客数: 90,000人 主審: Rudolf Kreitlein |

#### 準決勝
| 1966年7月25日 19:30 |

| 西ドイツ                              | 2 - 1    | ソビエト連邦    |
| ハーラー 42分 · ベッケンバウアー 67分 | レポート | パルクヤン 88分 |

| グディソン・パーク（リヴァプール） 観客数: 38,300人 主審: Concetto Lo Bello |

| 1966年7月26日 19:30 |

| イングランド              | 2 - 1    | ポルトガル           |
| B.チャールトン 30分, 80分 | レポート | エウゼビオ 82分 (PK) |

| ウェンブリー・スタジアム（ロンドン） 観客数: 95,000人 主審: Pierre Schwinte |

#### 3位決定戦
| 1966年7月28日 19:30 |

| ポルトガル                           | 2 - 1    | ソビエト連邦        |
| エウゼビオ 12分 (PK) · トーレス 89分 | レポート | マロフェイエフ 43分 |

| ウェンブリー・スタジアム（ロンドン） 観客数: 88,000人 主審: Ken Dagnall |

#### 決勝
| 1966年7月30日 15:00 |

| イングランド                                  | 4 - 2 (延長) | 西ドイツ                        |
| ハースト 18分, 101分, 120分 · ピータース 78分 | レポート     | ハーラー 12分 · ヴェーバー 89分 |

| ウェンブリー・スタジアム（ロンドン） 観客数: 98,000人 主審: ゴットフリート・ディーンスト |

| イングランド | 西ドイツ |

| GK               | 1  | ゴードン・バンクス     |      |
| RB               | 2  | ジョージ・コーエン     |      |
| CB               | 5  | ジャック・チャールトン |      |
| CB               | 6  | ボビー・ムーア         |      |
| LB               | 3  | レイ・ウィルソン       |      |
| DM               | 4  | ノビー・スタイルズ     |      |
| RM               | 7  | アラン・ボール         |      |
| AM               | 9  | ボビー・チャールトン   |      |
| LM               | 16 | マーティン・ピータース | 20分 |
| CF               | 10 | ジェフ・ハースト       |      |
| CF               | 21 | ロジャー・ハント       |      |
| 監督:            |    |                        |      |
| アルフ・ラムゼイ |    |                        |      |

| GK                   | 1  | ハンス・チルコフスキ             |
| RB                   | 2  | ホルスト＝ディーター・ヘットゲス |
| CB                   | 5  | ヴィリ・シュルツ                 |
| CB                   | 6  | ヴォルフガンク・ヴェーバー       |
| LB                   | 3  | カール＝ハインツ・シュネリンガー |
| CM                   | 4  | フランツ・ベッケンバウアー       |
| CM                   | 12 | ヴォルフガング・オヴェラート     |
| RF                   | 8  | ヘルムート・ハーラー             |
| CF                   | 9  | ウーヴェ・ゼーラー               |
| CF                   | 10 | ジークフリート・ヘルト           |
| LF                   | 11 | ローター・エメリッヒ             |
| 監督:                |    |                                  |
| ヘルムート・シェーン |    |                                  |

## 優勝国
| 1966 FIFAワールドカップ優勝国 |
| ----------------------------- |
| · イングランド · 初優勝       |

## 得点ランキング
| 順位 | 選手名                       | 国籍         | 得点数 |
| ---- | ---------------------------- | ------------ | ------ |
| 1    | エウゼビオ                   | ポルトガル   | 9      |
| 2    | ヘルムート・ハーラー         | 西ドイツ     | 6      |
| 3    | ジェフ・ハースト             | イングランド | 4      |
| 3    | フランツ・ベッケンバウアー   | 西ドイツ     | 4      |
| 3    | ベネ・フェレンツ             | ハンガリー   | 4      |
| 3    | ワレリー・パルクヤン         | ソビエト連邦 | 4      |
| 7    | ボビー・チャールトン         | イングランド | 3      |
| 7    | ロジャー・ハント             | イングランド | 3      |
| 7    | ルイス・アルティメ           | アルゼンチン | 3      |
| 7    | エドゥアルド・マロフェイエフ | ソビエト連邦 | 3      |
| 7    | ジョゼ・アウグスト           | ポルトガル   | 3      |
| 7    | ジョゼ・トーレス             | ポルトガル   | 3      |